# 台湾ラーメン
台湾ラーメン（たいわんラーメン）は、台湾料理を起源に持つ日本発祥の麺料理である。鶏がらベースの醤油風味のスープに細めの麺を入れ、唐辛子とニンニクを絡め炒めた挽き肉、もやしとニラが載る。名古屋発祥の料理であるため、いわゆる「名古屋めし」の一種とされる。
台湾・台中州大甲郡（現：台中市）出身の父を持つ郭明優（かく・めいゆう）が、旅行で訪れた台北の台南料理店で食べた担仔麺をきっかけに考案し、自身が営む中華料理店「味仙」で、1971年（昭和46年）から客への提供を始めた。味仙のある今池近辺に朝鮮人が多く住んでいたことを考慮し唐辛子を加えた。
台湾ラーメンが評判になると、たちまち他店でも品書きに載るようになった。愛知県中華料理環境衛生同業組合による2000年（平成12年）の調査では、名古屋市内のラーメン専門店約380店のうち、200店以上が台湾ラーメンを提供している。

## 台湾ミンチ
台湾ラーメンの具材である唐辛子とニンニクを絡め炒めた挽き肉は「台湾ミンチ」と呼ばれるようになり、カレーやきしめんなど他分野の料理にも活用され、台湾カレーや台湾きしめんなどが考案された。

## 名古屋拉麵
日本国三重県域を地盤に飲食チェーン店を展開するダイムは、台湾桃園国際空港に出した店で台湾ラーメンを名古屋拉麵の呼称で提供した。

## 味仙に関して
- 万福 - 1945年に郭宗仁と妻の郭汪蘭にて創業。笹島の「万福」は「大和食堂」と名を変え、その後「味仙」が誕生。
  - 味仙 今池本店 - 1962年に長男が開業（「味仙」創業者で本家）。
  - 郭 政良 味仙 -1973年に次男が開業。
  - 矢場味仙 - 1981年に長女が開業。
  - 味仙 藤が丘店 - 1982年に次女が開業。　
  - 郭 政良 味仙 日進竹の山店 - 1987年に三男が開業。

## 関連製品
日清食品は、2015年（平成27年）3月に味仙今池本店が監修した即席カップ麺「味仙 台湾ラーメン ビッグ」を販路限定で発売した。以来2020年11月までに8回改良され販売が継続されている。2015年（平成27年）8月に「日清麺職人 台湾ラーメン」を「中部地区」限定で発売、一度の改良を経て2016年（平成28年）5月に全国で発売された。また、2016年（平成28年）2月に「出前一丁どんぶり 旨辛台湾ラーメン風」も発売した。そのほか、明星食品、東洋水産、サンヨー食品及びヤマダイなどからも台湾ラーメンの即席カップ麺が販売されている。また、台湾ラーメンや「台湾ミンチ」を容易に模倣できる業務用調味料が販売されており、エバラ食品工業の製品は郭明優の末妹の杉山淑子が監修している。

## 脚註

### 註釈
1. ↑  郭明優を台湾出身と紹介する資料があるが[5]、1940年（昭和15年）に兵庫在住の台湾出身の両親から生まれた華僑二世である[6]。また、出身地については自身へのインタビュー記事で兵庫を強く示唆しているが[6]、名古屋とする資料もある[7]。
2. ↑  最初は賄い料理に過ぎなかったとする資料[2]があるが、郭明優は最初から日本での商品化を考えていたと発言している[6]。
3. ↑  郭明優の末妹の杉山淑子は、容易に台湾ラーメンを模倣できる調味料を監修したことについて、真似て作った料理であっても客には美味しいものが提供されるべきだといった趣旨の発言をしている[25]。

## 関連書籍
- 永谷正樹「那古野三ツ星Gourmet」『名古屋商工会議所月報那古野』第747号、名古屋商工会議所、名古屋、2015年、13頁、全国書誌番号:01025312、2023年4月4日閲覧。
- 国方学『台湾ラーメン味仙の秘密』ブックショップマイタウン、名古屋、2019年1月。ISBN 978-4-938341-31-2。 NCID BB29279578。OCLC 1083073034。全国書誌番号:23155124。